# 穿洞遗址
穿洞遗址位于中国贵州省普定县西南约4.5千米处，是一处旧石器时代遗址，1988年被列为第三批全国重点文物保护单位。
穿洞为一岩溶洞穴，位于一个大溶蚀盆地中的一座孤山山腰，因两洞口南北对穿而得名。穿洞所在山峰高87米，洞口高出山下平地26米。穿洞遗址自1978年发现后，经1979年试掘、1981年和1983年的两次联合发掘，获得旧石器材料一万多件，骨角器一千余件，人类化石数十块，动物化石有13个属或种。